# Le mammelle di Tiresia
Le mammelle di Tiresia è un dramma «surrealista», in due atti e un prologo, di Guillaume Apollinaire, messo in scena per la prima volta al teatro Maubel il 24 giugno del 1917 con la regia di Pierre Albert-Birot. Nella prefazione, l'autore confessa che l'opera è stata composta già nel 1903, a eccezione del prologo e dell'ultima scena del secondo atto.
L'opera ha avuto due adattamenti: nel 1947 Francis Poulenc ne ha tratto l'opera buffa Les mamelles de Tirésias, messa in scena all'Opéra-Comique; mentre nel 1982 il regista Jean-Christophe Averty ne ha girato il film Les Mamelles de Tirésias per la televisione francese.

## Trama
L'azione si svolge nell'isola di Zanzibar, dove Thérèse abbandona il marito, uomo greve e prepotente, e decide di assumere un'identità maschile, chiamandosi Tiresia e lasciando volar via le mammelle. Il marito, solo e abbandonato, fa sbocciare una natura femminile e materna mettendo al mondo, in un sol giorno, 49051 bambini. La straordinaria fecondità del poeta si travasa in una prolificità leggendaria del marito, diventato una madre ambiziosa, che acquisterà tanta grazia da toccare il cuore e i sensi di un autoritario e virile Gendarme. L'opera si conclude con la trasformazione di Tiresia in Thérèse e la riconciliazione con il marito.